# Liste der Kulturdenkmale in Dobritz (Meißen)
In der Liste der Kulturdenkmale in Dobritz sind die Kulturdenkmale der im Südwesten der Stadt Meißen am linken Ufer der Elbe gelegenen Gemarkung Dobritz verzeichnet, die bis Februar 2021 vom Landesamt für Denkmalpflege Sachsen erfasst wurden (ohne archäologische Kulturdenkmale). Die Anmerkungen sind zu beachten.
Diese Aufzählung ist eine Teilmenge der Liste der Kulturdenkmale in Meißen.

## Liste der Kulturdenkmale in Dobritz
| Bild           | Bezeichnung | Lage                             | Datierung                                                                                          | Beschreibung | ID       |
| -------------- | --- | -------------------------------- | -------------------------------------------------------------------------------------------------- | --- | -------- |
| Weitere Bilder | Clausmühle: Müllerwohnhaus (Nr. 12a), Auszugshaus (Nr. 12b) und Torpfeiler einer ehemaligen Mühle | Am Buschbad 12a, 12b (Karte)     | Bezeichnet mit 1868 (Wohnhaus); Mitte 19. Jahrhundert (Auszugshaus)                                | Ortsgeschichtlich und technikgeschichtlich von Bedeutung | 09266257 |
| Weitere Bilder | Buschmühle: Anlage aus straßenseitigem Speicherbau (Silo), straßenseitigem Wohnhaus, zurückgesetztem Mühlengebäude mit vollständiger Mühlenausstattung, Turbinenhaus, Teilen des Mühlgrabens und Mühlgrabeneinlauf | Am Buschbad 13 (Karte)           | 2. Hälfte 19. Jahrhundert (Getreidemühle, Silo und Müllerwohnhaus); 1909 (Elevator und Aspirateur) | Eine der größten noch erhaltenen Getreidemühlen im Landkreis Meißen, bemerkenswert die noch zahlreich erhaltene, vergleichsweise alte Technick, bau-, orts- und technickgeschichtlich bedeutend | 09266256 |
|                | Haupthaus (Nr. 14b) und zwei begleitende Wohnhäuser (Nr. 14, Nr. 14c) und Torpfeiler einer ehemaligen Badeanstalt                                                                                                  | Am Buschbad 14, 14b, 14c (Karte) | Um 1820                                                                                            | Ortsgeschichtlich von Bedeutung, zu einem ehemaligen Heilbad gehörend | 09266371 |
|                | Doppelmietshaus in offener Bebauung | Am Buschbad 19, 20 (Karte)       | Um 1880                                                                                            | Städtebaulich und baugeschichtlich von Bedeutung (Gründerzeitbauten) | 09266255 |
| Weitere Bilder | Dreiseithof mit Wohnstallhaus (Nr. 3), Scheune und Seitengebäude in Fachwerk (Nr. 3b) | Dobritzer Berg 3, 3b (Karte)     | 19. Jahrhundert                                                                                    | Baugeschichtlich und landschaftsgestaltend von Bedeutung, Zeugnis bäuerlicher Lebensweise vergangener Zeiten im Ortsteil Dobritz                                                                | 09266258 |
| Weitere Bilder | Wohnstallhaus eines Bauernhofes | Dobritzer Berg 4 (Karte)         | Um 1860                                                                                            | Baugeschichtlich und landschaftsgestaltend von Bedeutung, Zeugnis bäuerlicher Lebensweise vergangener Zeiten im Ortsteil Dobritz                                                                | 09300906 |
| Weitere Bilder | Bauernhof mit Wohnstallhaus und Scheune | Dobritzer Berg 9 (Karte)         | Um 1850                                                                                            | Sozialgeschichtlich und baugeschichtlich von Bedeutung (Fachwerkbau), Zeugnis bäuerlicher Lebensweise vergangener Zeiten im Ortsteil Dobritz                                                    | 09266374 |

## Tabellenlegende
- Bild: Bild des Kulturdenkmals, ggf. zusätzlich mit einem Link zu weiteren Fotos des Kulturdenkmals im Medienarchiv Wikimedia Commons. Wenn man auf das Kamerasymbol klickt, können Fotos zu Kulturdenkmalen aus dieser Liste hochgeladen werden:
- Bezeichnung: Denkmalgeschützte Objekte und ggf. Bauwerksname des Kulturdenkmals
- Lage: Straßenname und Hausnummer oder Flurstücknummer des Kulturdenkmals. Die Grundsortierung der Liste erfolgt nach dieser Adresse. Der Link (Karte) führt zu verschiedenen Kartendiensten mit der Position des Kulturdenkmals. Fehlt dieser Link, wurden die Koordinaten noch nicht eingetragen. Sind diese bekannt, können sie über ein Tool mit einer Kartenansicht einfach nachgetragen werden. In dieser Kartenansicht sind Kulturdenkmale ohne Koordinaten mit einem roten bzw. orangen Marker dargestellt und können durch Verschieben auf die richtige Position in der Karte mit Koordinaten versehen werden. Kulturdenkmale ohne Bild sind an einem blauen bzw. roten Marker erkennbar.
- Datierung: Baubeginn, Fertigstellung, Datum der Erstnennung oder grobe zeitliche Einordnung entsprechend des Eintrags in der sächsischen Denkmaldatenbank
- Beschreibung: Kurzcharakteristik des Kulturdenkmals entsprechend des Eintrags in der sächsischen Denkmaldatenbank, ggf. ergänzt durch die dort nur selten veröffentlichten Erfassungstexte oder zusätzliche Informationen
- ID: Vom Landesamt für Denkmalpflege Sachsen vergebene, das Kulturdenkmal eindeutig identifizierende Objekt-Nummer. Der Link führt zum PDF-Denkmaldokument des Landesamtes für Denkmalpflege Sachsen. Bei ehemaligen Kulturdenkmalen können die Objektnummern unbekannt sein und deshalb fehlen bzw. die Links von aus der Datenbank entfernten Objektnummern ins Leere führen. Ein ggf. vorhandenes Icon  führt zu den Angaben des Kulturdenkmals bei Wikidata.